# Rolls-Royce Buzzard
Роллс-Ройс Базард (англ. Rolls-Royce Buzzard), также известный под литерой H — британский поршневой авиационный двигатель, разработанный фирмой «Роллс-Ройс» в конце 20-х гг. XX в. В соответствии с системой фирменных обозначений получил название в честь хищной птицы — сарыча.
Buzzard создавался как увеличенная версия Kestrel в соотношении 6:5 и представлял собой классический V-образный 12-цилиндровый двигатель объёмом 36,7 л (2239 кубич. дюймов) и номинальной мощностью около 800 л.с.
Дальнейшим развитием Buzzard стал знаменитый двигатель «R», созданный для участия в соревнованиях на Кубок Шнейдера.

## Варианты
Buzzard IMS, (H.XIMS)
(1927), Максимальная мощность 955 л.с. (712 кВт), построено 9 штук.
Buzzard IIMS, (H.XIIMS)
(1932-33), передаточное отношение редуктора 0,553:1, максимальная мощность 955 л.с. (712 кВт), построено 69.
Buzzard IIIMS, (H.XIVMS)
(1931-33), максимальная мощность 937 л.с. (699 кВт), соотношение редуктора 0.477:1, построено 22.

## Применение
Buzzard строился небольшой серией и не получил широкого распространения. Всего было продано около 100 двигателей.
- Blackburn Iris
- Blackburn M.1/30
- Blackburn Perth
- Handley Page H.P.46
- Hawker Horsley
- Kawanishi H3K
- Short Singapore I
- Short Sarafand
- Vickers Type 207

## Спецификация (Buzzard IMS)

### Основные характеристики
- Тип: четырёхтактный, 12-цилиндровый, V-образный, жидкостного охлаждения
- Диаметр цилиндра: 152,4 мм
- Ход поршня: 167,6 мм
- Объем двигателя: 36,7 л
- Длина: 1924
- Ширина: 777
- Высота: 1128
- Сухой вес: 517 кг

### Особенности функционирования
- Клапаны: ГРМ типа SOHC, 2 впускных и 2 выпускных тарельчатых клапана на цилиндр
- Компрессор: одноступенчатый односкоростной ПЦН
- Топливная система: карбюраторный
- Тип топлива: бензин с октановым числом 73-77
- Система смазки: циркуляционная («сухой» картер)
- Система охлаждения: жидкостная, с избыточным давлением

### Производительность
- Выходная мощность: 800 л.с. (597 кВт)
- Удельная мощность: 21,80 л.с./л (16,26 кВт/л)
- Степень сжатия: 5,5:1
- Удельная мощность по весу: 1,55 л.с./кг (1,15 кВт/кг)

### Связанные разработки
- Rolls-Royce Kestrel
- Rolls-Royce R

### Схожие двигатели
- Daimler-Benz DB 600
- Fiat AS.3
- Rolls-Royce Griffon